# Sant Pau del Claustre
Sant Pau del Claustre, ara desafectada, fou la capella del cementiri de la vila de Vilafranca de Conflent, a la comarca del Conflent, de la Catalunya del Nord.
Era situada al costat oest del claustre del cementiri de Vilafranca de Conflent, a ponent de l'església parroquial de Sant Jaume de Vilafranca de Conflent.

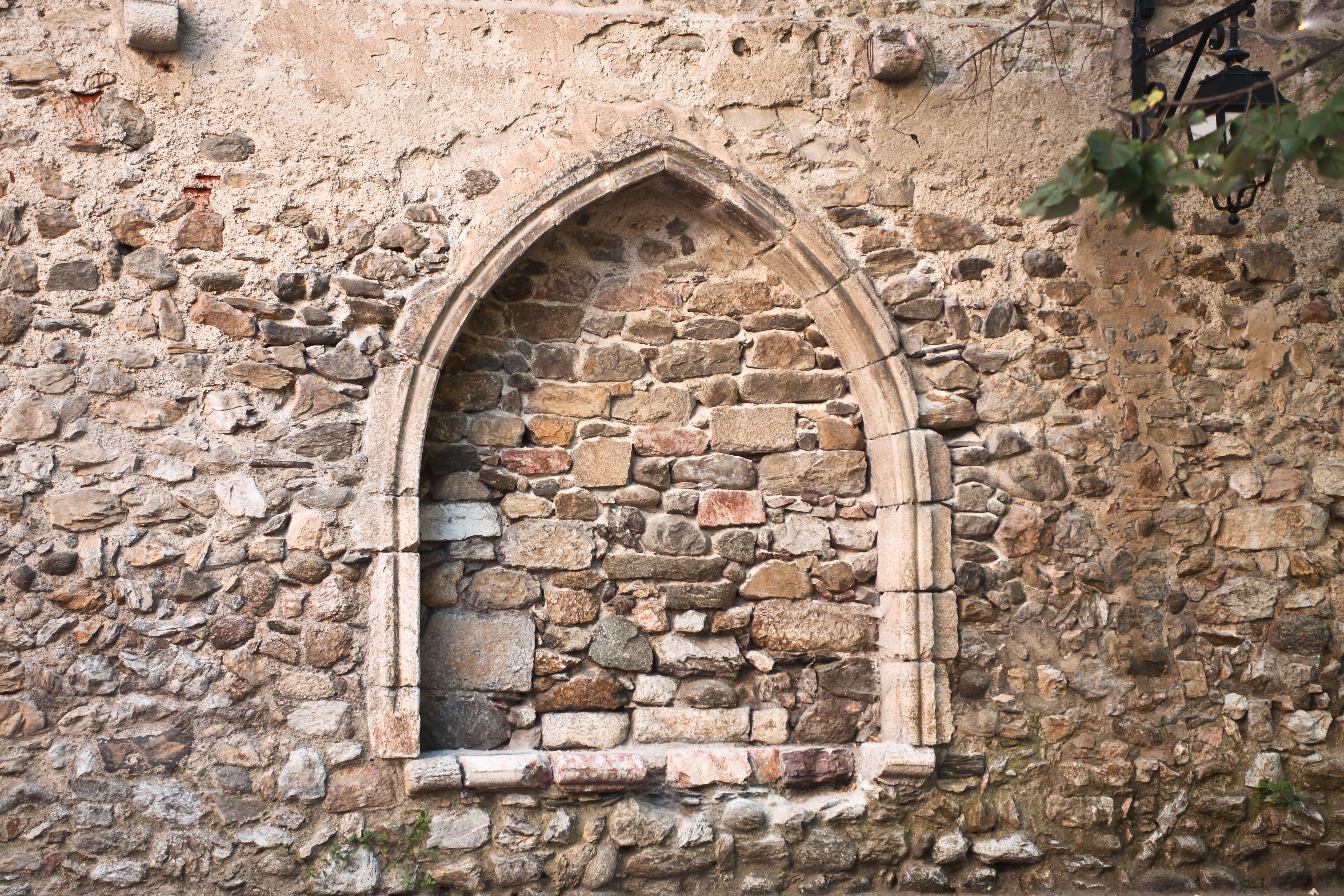
Nínxol del cementiri vell

Segons la documentació existent, l'any 1294 el rei Jaume I notificà al veguer, al batlle i al jutge de Vilafranca de Conflent que la vila havia de pagar 6 sous anuals per tal d'engrandir el cementiri, atès que la construcció de la capella de Sant Pau havia ocupat una part del seu espai. El 1410 és esmentada com a capella claustral. Tot i ser construïda dins del període romànic, és una obra que ja entra en els paràmetres del gòtic, per la qual cosa es pot considerar també de transició entre els dos estils. És orientada de nord a sud; la capçalera és al sud, coberta amb volta de creueria, mentre que la nau ho és amb encavallades de fusta.